# San Gregorio Atzompa (kommun i Mexiko)
San Gregorio Atzompa är en kommun i Mexiko.   Den ligger i delstaten Puebla, i den sydöstra delen av landet, 90 km sydost om huvudstaden Mexico City. Antalet invånare är 8 170. Arean är 11,8 kvadratkilometer.
Terrängen i San Gregorio Atzompa är en högslätt.
Följande samhällen finns i San Gregorio Atzompa:
- San Gregório Atzompa
- Chipilo de Francisco Javier Mina
- San Miguel